# Hospital Los Samanes
El Hospital Estadal Los Samanes —o simplemente Hospital Los Samanes—, es un centro de atención hospitalario público de niños ubicado en la ciudad de Maracay, Venezuela. Inaugurado en 1989 bajo la figura de una fundación privada, la Fundación Materno Infantil Los Samanes, su principal fuente de financiamiento proviene de la Gobernación del Estado Aragua.

## Servicios
El servicio del Hospital Los Samanes es prestado por orden de llegada o por previa cita, y se impone a toda persona la carnetización para el disfrute del servicio. Basado en el principio de gratuidad consagrado en la Constitución de Venezuela de 1999, a partir del 2009 los servicios del Hospital Los Samanes proceden gratuitamente. Se brinda una atención preventiva a través de los siguientes programas: Esquema de inmunizaciones venezolano, atención al adulto, lactancia materna y control prenatal.
Entre los servicios de especialidades médicas del Hospital Los Samanes se incluyen: Emergencia y Consulta Pediátrica, Neumonología, Nefrología, Dermatología, Traumatología, Ortopedia, Oftalmología, Odontología, Ginecología  y Obstetricia, Otorrinolaringología, Cardiología General y Pediátrica, Cirugía Plástica Pediatría y Puericultura, Neurología Pediátrica y Medicina Interna. El hospital cuenta con su propio laboratorio y servicio de rayos X, Bacteriología y Ultrasonido.
La Coordinación Docente de Enfermería, encargada de velar por la atención epidemiológica para los pacientes, atención a la madre y al niño así como el desarrollo de actividades docentes para cada una de las áreas del hospital.
En agosto de 2008, a través del Ministerio del Poder Popular para la Salud de Venezuela, se inauguró en el Hospital Los Samanes el primer módulo odontológico de la Misión Sonrisa con seis sillas odontológicas, laboratorio, equipos de rayos x y capacidad de atención de 2 mil pacientes mensuales.